# Natalja Voronovová
Natalja Vladislavovna Pomoščnikovová-Voronovová (rusky: Наталья Владиславовна Помощникова-Воронова – Natalja Vladislavovna Pomoščnikova-Voronova; * 9. července 1965 Moskva, Sovětský svaz) je bývalá sovětská a později ruská atletka, sprinterka, jejíž specializací byl běh na 100 a 200 metrů.

## Sportovní kariéra
První výrazné úspěchy na mezinárodní scéně zaznamenala v roce 1983 na ME juniorů v rakouském Schwechatu, kde se stala juniorskou mistryní Evropy v běhu na 100 metrů a vybojovala stříbrnou medaili ve štafetovém běhu na 4 × 100 metrů. Těsně pod stupni vítězů, na 4. místě skončila ve finále běhu na 200 metrů. Na druhém atletickém mistrovství světa v Římě v roce 1987 vybojovala společně s Irinou Sljusarovou, Nataljou Germanovou a Olgou Antonovovou bronzové medaile ve štafetě na 4 × 100 metrů. V závodě na 100 metrů postoupila do semifinále, kde ve druhém běhu skončila na páté pozici a do finále těsně nepostoupila. Na Letních olympijských hrách 1988 v jihokorejském Soulu byla finišmankou štafety Sovětského svazu v závodě na 4 × 100 metrů. O jednu setinu sekundy byla v cíli rychleji nežli finišmanka Západního Německa Ute Thimmová a společně s Ljudmilou Kondraťjevovou, Galinou Malčuginovou a Marinou Žirovovou získala bronzové medaile. V individuálním závodě se probojovala do finále běhu na 100 metrů, kde časem rovných jedenácti sekund obsadila 6. místo.
Další úspěchy získala až jako reprezentantka Ruska. V roce 1993 vybojovala na halovém MS v Torontu bronzovou medaili v běhu na 200 metrů. V témže roce se stala ve Stuttgartu mistryní světa ve štafetě na 4 × 100 metrů. Závod rozeběhla Olga Bogoslovská, jako druhá Galina Malčuginová, poté Voronovová a finišovala Irina Privalovová. Kvalifikovala se také do závodů na 100 i 200 metrů. V obou případech se dostala až do finále, kde shodně skončila na šestých místech. V roce 1995 znovu získala na halovém MS v Barceloně bronz v běhu na 200 metrů. Na Letních olympijských hrách 1996 v Atlantě obsadila 6. místo v běhu na 100 metrů a 4. místo ve štafetě (4 × 100 m). V roce 1998 vybojovala na evropském šampionátu v Budapešti další bronzovou medaili v krátké štafetě. O dva roky později naposledy reprezentovala na olympijských hrách v Sydney. V závodě na 100 metrů vypadla v úvodním kole, když v devátém rozběhu skončila na nepostupovém čtvrtém místě. Ve finále štafety na 4 × 100 metrů Rusky doběhly na 5. místě.